# Ministerium der Justiz und für Migration Baden-Württemberg

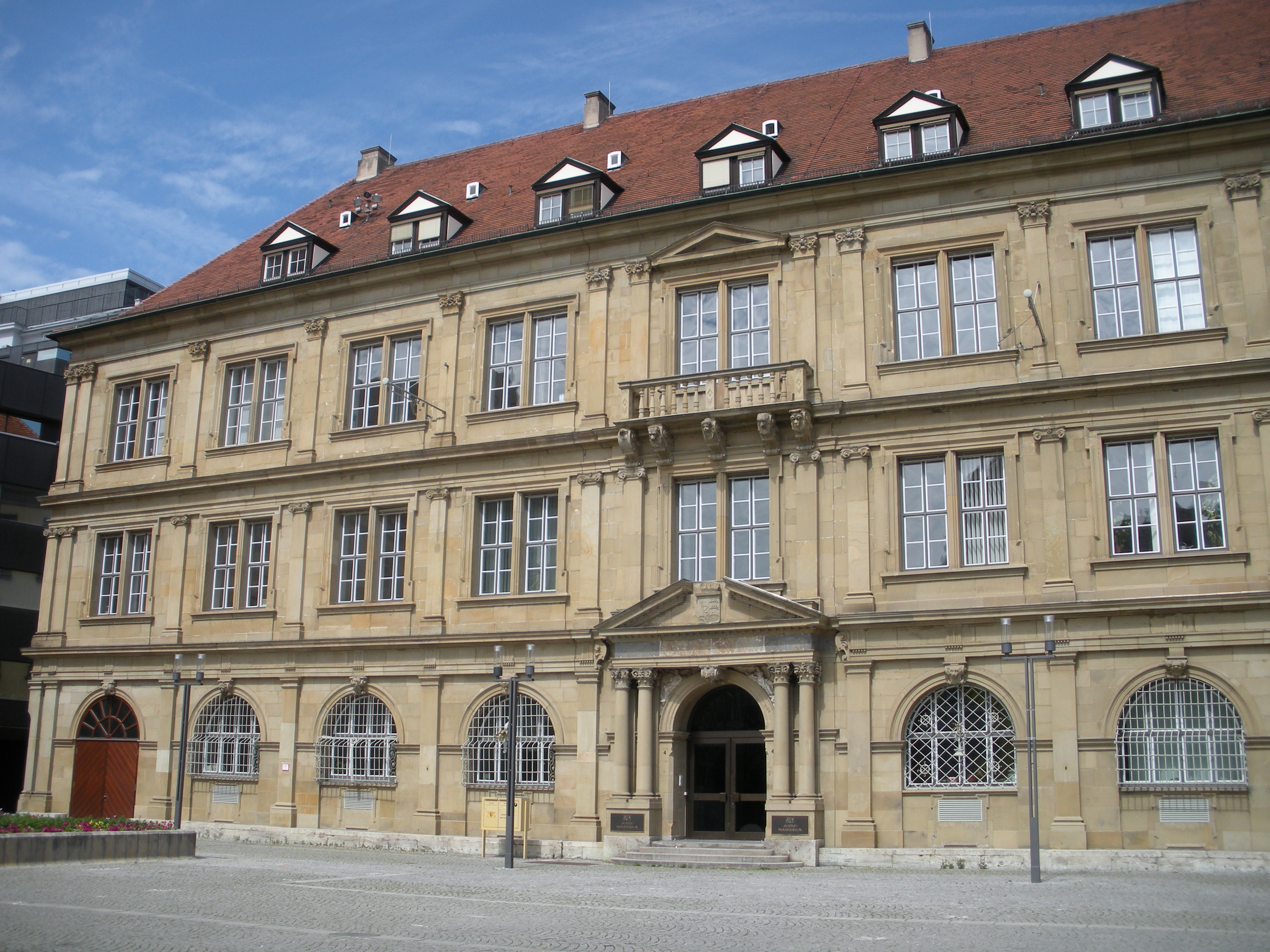
Sitz des Ministeriums der Justiz und für Migration am Schillerplatz in Stuttgart

Das Ministerium der Justiz und für Migration Baden-Württemberg (JuM BW) ist eine Oberste Landesbehörde. Es ist eines von zwölf Ministerien in der Verwaltung des Landes Baden-Württemberg. 

## Leitung
Ministerin ist seit 2021 Marion Gentges (CDU), Staatssekretär ist seit 2021 Siegfried Lorek (CDU). Leitender Beamter und Amtschef ist seit 2016 Ministerialdirektor Elmar Steinbacher (CDU).
Die Justizminister seit 1945 finden sich in der Liste der Justizminister von Baden-Württemberg.

## Geschichte
Von 1952 bis 1984 hieß die Behörde Ministerium der Justiz, ab 1984 hieß es Ministerium der Justiz und für Bundesangelegenheiten, ab 1991 hieß es erneut lediglich Ministerium der Justiz, ab 2016 hieß es schließlich Ministerium der Justiz und für Europa und im Jahr 2021 wurde es zu Ministerium der Justiz und für Migration umbenannt.

## Geschäftsbereich
Der Aufgaben- und Zuständigkeitsbereich umfasst:
1. Sämtliche Verwaltungsangelegenheiten im Bereich der ordentlichen Gerichtsbarkeit, der Staatsanwaltschaften, der Verwaltungsgerichtsbarkeit, der Finanzgerichtsbarkeit, der Sozialgerichtsbarkeit sowie der Arbeitsgerichtsbarkeit des Landes;
2. die Ausarbeitung von Gesetzentwürfen und Prüfung verfassungsrechtlicher Fragen, soweit nicht andere Ministerien zuständig sind (Funktion als sog. Justitiar der Landesregierung);
3. die rechtliche Begutachtung von Gesetzentwürfen;
4. die Bearbeitung zwischenstaatlicher Angelegenheiten der Rechtspflege;
5. Strafvollzug;
6. Gnadenwesen;
7. Bewährungshilfe und Gerichtshilfe;
8. Angelegenheiten der Rechtsanwälte und der Notare;
9. Prüfung und Ausbildung des juristischen Nachwuchses und der Anwärter für die Laufbahnen der in Nr. 1 genannten Gerichtsbarkeiten;
10. das Recht der Presse;
11. Migration.

Die Behörde mit Sitz in Stuttgart hat gegenwärtig ca. 200 Mitarbeiter. Die Hausspitze des Justizministeriums besteht aus dem Ministerialdirektor als Amtschef und dem Justizminister als höchsten Dienstvorgesetzten aller Mitarbeiter des Justizministeriums, der zugleich die politische Verantwortung für das Justizressort trägt.

## Nachgeordnete Dienststellen
Zum Geschäftsbereich des Ministeriums der Justiz und für Migration gehören u. a. folgende Dienststellen, Behörden und Einrichtungen:
- Oberlandesgericht Karlsruhe
- Oberlandesgericht Stuttgart
- 17 Landgerichte
- 108 Amtsgerichte
- Generalstaatsanwaltschaft Karlsruhe
- Generalstaatsanwaltschaft Stuttgart
- 17 Staatsanwaltschaften
- Verwaltungsgerichtshof Baden-Württemberg (VGH) mit Sitz in Mannheim
- Verwaltungsgerichte in Freiburg, Karlsruhe, Sigmaringen und Stuttgart
- Landessozialgericht Baden-Württemberg mit Sitz in Stuttgart
- 8 Sozialgerichte in Freiburg, Karlsruhe, Mannheim, Heilbronn, Stuttgart, Reutlingen, Konstanz und Ulm
- Landesarbeitsgericht Baden-Württemberg mit Sitz in Stuttgart
- 9 Arbeitsgerichte in Lörrach, Freiburg, Karlsruhe, Mannheim, Pforzheim, Heilbronn, Stuttgart, Reutlingen und Ulm
- Finanzgericht Baden-Württemberg mit Sitz in Stuttgart
- 22 Justizvollzugsanstalten
- 13 Zentrale Grundbuchämter
- Zentrale Stelle der Landesjustizverwaltungen zur Aufklärung nationalsozialistischer Verbrechen in Ludwigsburg
- Fachhochschule für Rechtspflege mit Sitz in Schwetzingen
- Grundbuchdatenzentrale beim Amtsgericht Stuttgart